# Nuit (chanson)
Pour les articles homonymes, voir Nuit.
Singles de Fredericks Goldman Jones
À nos actes manqués
(1991)
Pistes de Fredericks Goldman Jones
Un, deux, trois
 (4) Je l'aime aussi
 (6)
Nuit est une chanson coécrite par Michael Jones et Jean-Jacques Goldman, composée par ce dernier, et sortie en 45 tours en décembre 1990. Chantée par Jean-Jacques Goldman et Carole Fredericks, elle s'est classée no 6 en France et no 30 aux Pays-Bas.

## Genèse
Selon Goldman, la chanson a été écrite pendant l'enregistrement de l'album Fredericks Goldman Jones. Premier single de l'album, le choix de cette chanson en tant que tel a pourtant été fait « à la dernière minute ».
« Je crois qu'il n'y avait aucun titre qui se détachait vraiment très nettement de cet album, dans le sens où on les aimait tous. Il y avait toujours trois personnes qui étaient pour tel titre, trois personnes pour tel titre, trois personnes pour tel titre, etc. Donc il a fallu choisir et je crois qu'on a choisi le dernier jour que ce soit celle-là, mais sans raison vraiment très précise. » précise Goldman.

## Versions live

### 1992:Sur Scène
Cette chanson fut interprétée pour la première fois pendant la tournée 1991-1992 en introduction de chaque concert.

### 1995:Tour et Détours
Inédite sur le CD live Du New Morning au Zénith, la chanson conclut la première partie du concert et les seuls extraits disponibles se retrouvent sur le DVD live Tour et Détours.

### 2003:Un tour ensemble
Première chanson du rappel de la tournée 2002, elle est interprétée par Jean-Jacques Goldman et Michael Jones, Carole Fredericks étant décédée l'année précédente.
Durant la partie de Carole, les « I » (je) sont remplacés par « She » (elle). Après Juste après et En passant, c'est le troisième hommage de la soirée rendue à la chanteuse.

## Classements hebdomadaires
| Classement (1990)                | Meilleure position |
| -------------------------------- | ------------------ |
| France (SNEP)                    | 6                  |
| Pays-Bas (Single Top 100)        | 30                 |
| Europe (European Airplay Top 50) | 15                 |
| Europe (Eurochart Hot 100)       | 36                 |
| Québec (ADISQ)                   | 2                  |

Entré la semaine du 8 décembre 1990 à la 29e place, le single a peu à peu progressé pour s'installer à la 6e place du Top 50 durant 1 semaine avant de redescendre et de sortir après la semaine du 13 avril 1991. La chanson est restée pendant 19 semaines dans le Top 50.
Nuit a été certifiée disque d'argent pour plus de 125 000 exemplaires écoulés.